# استیون مونروی
استیون آر مونروی (زاده ۱۵ سپتامبر ۱۹۶۴) کارگردان و فیلم‌نامه‌نویس اهل ایالات متحده آمریکا است. 

## آثار
| نام                | سمت(ها)            | سال  |
| ------------------ | ------------------ | ---- |
| خانه ۹             | کارگردان           | ۲۰۰۵ |
| منتظر می‌ماند       | کارگردان           | ۲۰۰۵ |
| کوه ساسکواچ        | کارگردان           | ۲۰۰۶ |
| سمت چپ در تاریکی   | کارگردان           | ۲۰۰۶ |
| همزاد              | کارگردان           | ۲۰۰۸ |
| غول                | کارگردان           | ۲۰۰۸ |
| سلول طوفان         | کارگردان           | ۲۰۰۸ |
| ویورن              | کارگردان           | ۲۰۰۹ |
| گرد بادهای یخ      | کارگردان           | ۲۰۰۹ |
| به گورت تف می‌کنم   | کارگردان           | ۲۰۱۰ |
| کرم مرگ مغولی      | نویسنده و کارگردان | ۲۰۱۰ |
| جابّرواک            | کارگردان           | ۲۰۱۱ |
| از خود راضی        | کارگردان           | ۲۰۱۲ |
| ۱۲حادثه کریسمس     | کارگردان           | ۲۰۱۲ |
| مونیکا             | نویسنده و کارگردان | ۲۰۱۲ |
| پایان جهان         | کارگردان           | ۲۰۱۳ |
| به گورت تف می‌کنم ۲ | کارگردان           | ۲۰۱۳ |
| قبر هالووین        | کارگردان           | ۲۰۱۳ |
| پرونده سایبری      | کارگردان           | ۲۰۱۵ |
| عشق پرواز می‌کند    | کارگردان           | ۲۰۱۹ |
| میلیاردر یا تقریبا | کارگردان           | ۲۰۲۱ |
| متولدنشده          | کارگردان           | ۲۰۲۲ |